# 2005년 뉴욕 영화 비평가 협회상
제71회 뉴욕 영화 비평가 협회상은 2006년 1월 8일에 열린 시상식이다.

## 수상 및 후보

### 작품상
- 브로크백 마운틴

### 감독상
- 브로크백 마운틴 - 이안 수상

### 각본상
- 오징어와 고래 - 노아 바움백 수상

### 여우주연상
- 앙코르 - 리즈 위더스푼 수상

### 남우주연상
- 브로크백 마운틴 - 히스 레저 수상

### 여우조연상
- 폭력의 역사 - 마리아 벨로 수상

### 남우조연상
- 폭력의 역사 - 윌리암 허트 수상

### 촬영상
- 2046 - 크리스토퍼 도일 수상

### 애니메이션상
- 하울의 움직이는 성

### 다큐멘터리상
- 그리즐리 맨
- White Diamond

### 외국영화상
- 2046

### 신인작품상
- 카포티 - 베넷 밀러 수상